# Johann Daniel Overbeck

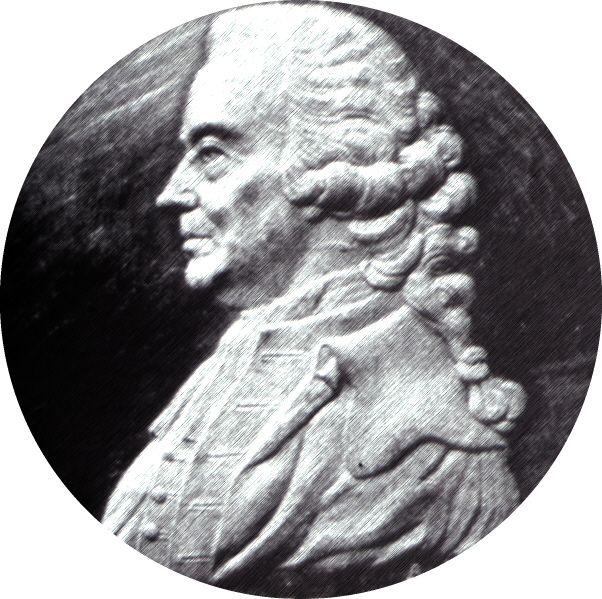
Johann Daniel Overbeck

Johann Daniel Overbeck (* 23. Juni 1715 in Rethem; † 3. August 1802 in Lübeck) war ein evangelischer Theologe und Rektor des Katharineums.

## Biografie
Johann Daniel Overbeck war Sohn des Superintendenten Caspar Nicolaus Overbeck (1670–1752). Er besuchte mit seinen beiden Brüdern zunächst die Michaelisschule in Lüneburg.  1734 begann er das Studium der Theologie an der Universität Helmstedt, wo Johann Lorenz von Mosheim ihn als Hauslehrer einstellte, womit sein Studium finanziert war. Er wurde 1743 Konrektor in Quedlinburg. 1744 kam er als Subrektor als Nachfolger von Johann Friedrich Behrendt zurück an das Katharineum. Mit dieser Stelle war zugleich die Leitung der Stadtbibliothek verbunden. 1753 stieg er zum Konrektor auf unter Rektor Johann Henrich von Seelen, dessen Nachfolge er 1763 antrat. Diese Stelle behielt er bis zu seinem Ruhestand 1795.
Als Mensch nahm er den durch die Aufklärung bewirkten Wandel für sich und die von ihm geleitete Schule nicht auf und das Katharineum erreichte unter seiner Leitung Ende des 18. Jahrhunderts einen ausgesprochenen Tiefpunkt des Ansehens. Dies darf nicht darüber hinwegtäuschen, dass er ein sehr angesehener Wissenschaftler in der Tradition seines Vorgängers von Seelen war. Er schrieb auch Texte zu den Abendmusiken. Die Universität Kiel verlieh ihm zu seinem 50-jährigen Berufsjubiläum 1793 die Ehrendoktorwürde. An Kräften erschöpft und nach Ruhe sich herzlich sehnend, bat er 1795 um seine Pensionierung.
Am 1. Oktober 1754 hatte er in Lüneburg Charlotte Chüden (* 1725, † 7. Januar 1802) geheiratet, die zweite Tochter des Hofarztes Dr. Christian Friedrich Chüden. Aus dieser Ehe gingen zwei Töchter und ein Sohn hervor, von denen ihn jedoch nur die jüngere Tochter überlebte: 
- Dorothee Erneste Conradine (* 1758, früh gestorben)
- Eleonore Wilhelmine (* 1760, seit 1789 verheiratet mit dem Kaufmann Johann Hinrich Knauer, Ältermann der Nowgorodfahrer[2])
- Johann Christian Daniel (* 1762, † 1792 nach einer Pockeninfektion)

Der Lübecker Bürgermeister Christian Adolph Overbeck war sein Neffe.

## Schriften (Auswahl)
- Des Publius Virgilius Hirtengedichte zum Vergnügen des Witzes und zur Verbesserung des Geschmacks mit Anmerckungen und mit gegen über gesetzten Latein in Deutschen Versen hrsg. von Johann Daniel Overbeck. Mit einer Vorrede von Gottsched. Helmstaedt: Weygand 1750
- Kerngeschichte der Stadt Flensburg. Lübeck 1752
- Nova Bibliotheca Lubecensis (1753–1757, Mitherausgeber)

Band 1–5 (Digitalisat)
Band 6–8 (Digitalisat)
- Miscellana Lubecensia (1758–1761, Mitherausgeber)
- Commentation de vita, scriptis, meritis M. Erici Simonis Henrici a Seelen. Lübeck 1756
- Abhandlung von dem deutschen Namen des Heiligen Weihnachtsfestes. Lübeck 1757
- Des Marcus Tullius Cicero Stoische Wundersprüche. Lübeck 1760 (Manuskript Stadtbibliothek Lübeck Ms. philol. 23 Digitalisat)
- Leben Verdienste und Schriften des … Herrn Georg Hermann Richertz Hochverdienten Pastors an St. Jakob … am Tage der feyerlichen Beerdigung …: Lübeck den 19. Januar 1767, Lübeck 1767 Digitalisat der SLUB Dresden
- De derivanda a D. Luthero necessitudine, quae Curiae intercedit cum scholis. Lübeck 1768

Overbeck schrieb verschiedene Singgedichte für die gewöhnlichen Abendmusiken, darunter:
- Die Frömmigkeit des Boas (1753, vertont von Johann Paul Kunzen)
- Die vereitelten Anschläge des wütenden Saul (1754, vertont von Johann Paul Kunzen)
- Das unglückliche Ende des aufrührerischen Adonia (1756, vertont von Johann Paul Kunzen)
- Joseph und seine Brüder (1757, vertont von Adolf Karl Kunzen)

### Nachlasskatalog
- Johann Hermann von Melle: Bibliotheca Overbeckiana: seu catalogus librorum in theologia, philosophia, antiquitatibus ac historia …: quos magno olim studio comparavit sibi J. D. Overbeckius … nunc … MDCCCIII publicae licitationi exponet G. F. J. Römhild. 1803